# James Patrick Powers

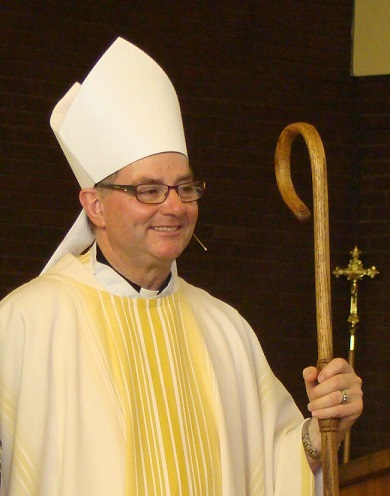
James Patrick Powers (2016)

Bischofswappen von James Patrick Powers

James Patrick Powers (* 6. Februar 1953 in Baldwin, Wisconsin, Vereinigte Staaten) ist ein US-amerikanischer Geistlicher und römisch-katholischer Bischof von Superior.

## Leben
Vor seinem Eintritt in das Priesterseminar von Saint Paul war James Patrick Powers einige Jahre lang Inhaber einer Versicherungsagentur. Im Anschluss an seine Studien empfing er am 20. Mai 1990 das Sakrament der Priesterweihe für das Bistum Superior.
Nach der Priesterweihe war er in verschiedenen Gemeinden in der Pfarrseelsorge tätig. Im Jahr 1996 absolvierte er ein Studienjahr im Fach Kanonisches Recht an der Saint Paul’s University in Ottawa und war von 1998 bis 2010 am Diözesangericht tätig. Von 2010 bis 2014 war er Generalvikar des Bistums Superior. Nach der Ernennung Peter Forsyth Christensens zum Bischof von Boise City wurde Powers zum Diözesanadministrator des Bistums Superior gewählt. Seit 2003 war er zudem Pfarrer von Saint Joseph in Rice Lake und Pfarradministrator in drei weiteren Pfarreien.
Am 15. Dezember 2015 ernannte ihn Papst Franziskus zum Bischof von Superior. Die Bischofsweihe spendete ihm der Erzbischof von Milwaukee, Jerome Listecki, am 18. Februar des folgenden Jahres. Mitkonsekratoren waren der Bischof von Boise City, Peter Forsyth Christensen, und der Bischof von Cheyenne, Paul Dennis Etienne.